# Judy Mowatt
Judith Veronica "Judy" Mowatt (1952) è una cantante giamaicana.
Ha fatto parte delle I Threes, trio di coriste per Bob Marley & The Wailers.

## Discografia parziale
- Mellow Mood (1975), Tuff Gong
- Black Woman (1979), Ashandan / (1980), Grove Music (Island Records)
- Mr. Dee-J (1981), Ashandan
- Only A Woman (1982), Shanachie
- Working Wonders (1985), Shanachie, Ashandan
- Love Is Overdue (1986), Shanachie
- I Shall Sing (1991), Trojan Records
- Look at Love (1991), Koch International / Shanachie
- Rock Me (1993), Pow Wow
- Love (1998), African Love / Jet Star
- Something Old, Something New (2002), Judy M Music/Tuff Gong International
- Sing Our Own Song (2003), Shanachie